# Liber Liber
Liber Liber è un'associazione che ha per scopo la promozione dell'accesso libero alla cultura. Operativa dal 1993, è stata fondata ufficialmente il 28 novembre 1994, a Milano, da Marco Calvo (presidente), Gino Roncaglia, Paolo Barberi, Fabio Ciotti e Marco Zela. Il 28 luglio 2019, in seguito alla riforma del terzo settore del 2017, è divenuta una organizzazione di volontariato; l'associazione si occupa di portare avanti diversi progetti, tutti orientati alla condivisione e alla diffusione del sapere on-line.

## Progetti

### Progetto Manuzio
È una biblioteca digitale ad accesso gratuito che prende nome dal tipografo ed editore rinascimentale Aldo Manuzio. Fu una delle prime iniziative di questo genere in Italia ed è attiva dal 1993. Nel 1998 vantava 293 testi in rete, 800 accessi giornalieri e 7 siti mirror; dieci anni dopo, nel 2009, i testi disponibili erano saliti a 2000 e i lettori a mezzo milione al mese; nel novembre 2017 conta più di 3000 opere digitalizzate, grazie al lavoro di un "piccolo esercito" di amanuensi volontari che impagina "con cura certosina e rispetto filologico il testo originale".I testi che contiene sono prevalentemente classici della letteratura italiana e straniera (tradotti in italiano) ormai fuori copyright. Sono presenti anche - con l'autorizzazione dei detentori dei diritti - alcune opere contemporanee. L'affidabilità dei testi è continuamente verificata dai collaboratori volontari, sia nella fase precedente alla pubblicazione sulla piattaforma, sia in seguito, attraverso il progetto LiberCorrige, che consente di segnalare ed emendare eventuali errori.

#### La copertina azzurra e i formati
Storicamente, i libri disponibili su Liber Liber sono stati offerti in tre formati: .txt, .rtf, pdf. I libri nel formato rtf hanno una tipica copertina azzurra con la colomba. Una volta decompresso il file, la copertina ha la dimensione di una dozzina di Mb: ad esempio, nel caso della Divina Commedia, essa è una decina di volte più pesante del testo che racchiude. La sproporzione si riduce di molto (2/3) se si considera l'archivio compresso.
Nell'aprile 2009 è stato annunciato che il formato .rtf verrà abbandonato e sostituito con il formato .odt (l'OpenDocument utilizzato da OpenOffice.org). La rinuncia al formato .rtf, ritenuto un formato "datato e inefficiente", a favore del formato aperto .odt non crea inconvenienti a chi può scaricare Open Office, che è liberamente scaricabile. Nei punti internet pubblici (biblioteche, scuole, università, internet cafè) in cui OpenOffice non fosse disponibile e in cui l'utente non fosse autorizzato a installare nuovi software, l'utente potrà utilizzare solo il formato testo o il .pdf.
Con la nascita del progetto Griffo, nel febbraio 2012, è partita l'impaginazione dell'intera biblioteca digitale in formato ePub.

### Progetto Griffo
Il progetto Griffo si prefigge lo scopo di convertire l’intera biblioteca digitale del progetto Manuzio al formato standard aperto ePub.

### LiberGNU
L'iniziativa LiberGNU, nata dalla collaborazione con il Progetto GNUtemberg, è stata lanciata nel 2001, per incoraggiare la creazione di software liberi e di pubblico dominio per l'editing e la lettura degli e-book. Al momento il progetto risulta essere stato archiviato o sospeso a tempo indeterminato

### LiberMusica
È un'audioteca, con migliaia di file musicali gratuitamente prelevabili, contenente per lo più i grandi classici (Chopin, Puccini, Verdi ecc.). I file sono disponibili in formato MP3, Ipod/M4B o Ogg.

### Open Alexandria
Il progetto si ispira, anche nel nome, all'antica Biblioteca di Alessandria. L'auspicio è quello di riuscire a creare, per il Web, uno strumento di catalogazione e ricerca del sapere che ricopra il ruolo che nel mondo antico ebbe la grande biblioteca ellenistica, che radunava in un unico luogo le più importanti opere in tutti i campi. I contenuti distribuiti sul Web si trovano spesso in siti non interoperabili fra loro, e non sempre sono facilmente indicizzabili dai motori di ricerca. Queste difficoltà potrebbero essere superate attraverso la progettazione di una piattaforma open source che permetta di fruire in modo integrato dei contenuti provenienti dalle fonti più diverse. Per raggiungere questo scopo Open Alexandria cerca di promuovere l'implementazione del protocollo libero OAI-PMH,sviluppato dal gruppo di Open Archives Initiative, che consente alle piattaforme che lo adottano di interagire fra loro. Per catalogare in maniera efficace i contenuti, Open Alexandria propone anche l'adozione di un identificatore univoco universale che sostituisca i diversi sistemi oggi in uso, come l'ISBN. Wikimedia Italia (il capitolo italiano di Wikimedia Foundation) collabora alla realizzazione del progetto, insieme ad alcune università italiane.

### Libro parlato
Il progetto ha lo scopo di creare audiolibri letti da attori e volontari e disponibili per il download gratuito in formato MP3.

### LibriLiberi
Si tratta di un'iniziativa ispirata al fenomeno del bookcrossing, che consiste nella "liberazione" di libri in spazi pubblici (stazioni, parchi, panchine) dove possono essere trovati e letti da altre persone, che a loro volta li rimettono in circolo, o li sostituiscono con altri libri. I volumi liberati in questo modo sono riconoscibili grazie all'apposizione di un logo.

### Teatro
È uno dei progetti più recenti. Attraverso esso LiberLiber punta ad ampliare la propria offerta culturale, rendendo disponibili anche filmati di rappresentazioni teatrali.